# 吉伊
吉伊（法語：Guilly）是法国安德尔省的一个市镇，位于该省北部，属于伊苏丹区。该市镇总面积20.64平方公里，2009年时的人口为248人。人口密度为每平方公里十二人。

## 人口
吉伊人口变化图示